# Bishwa Ijtema

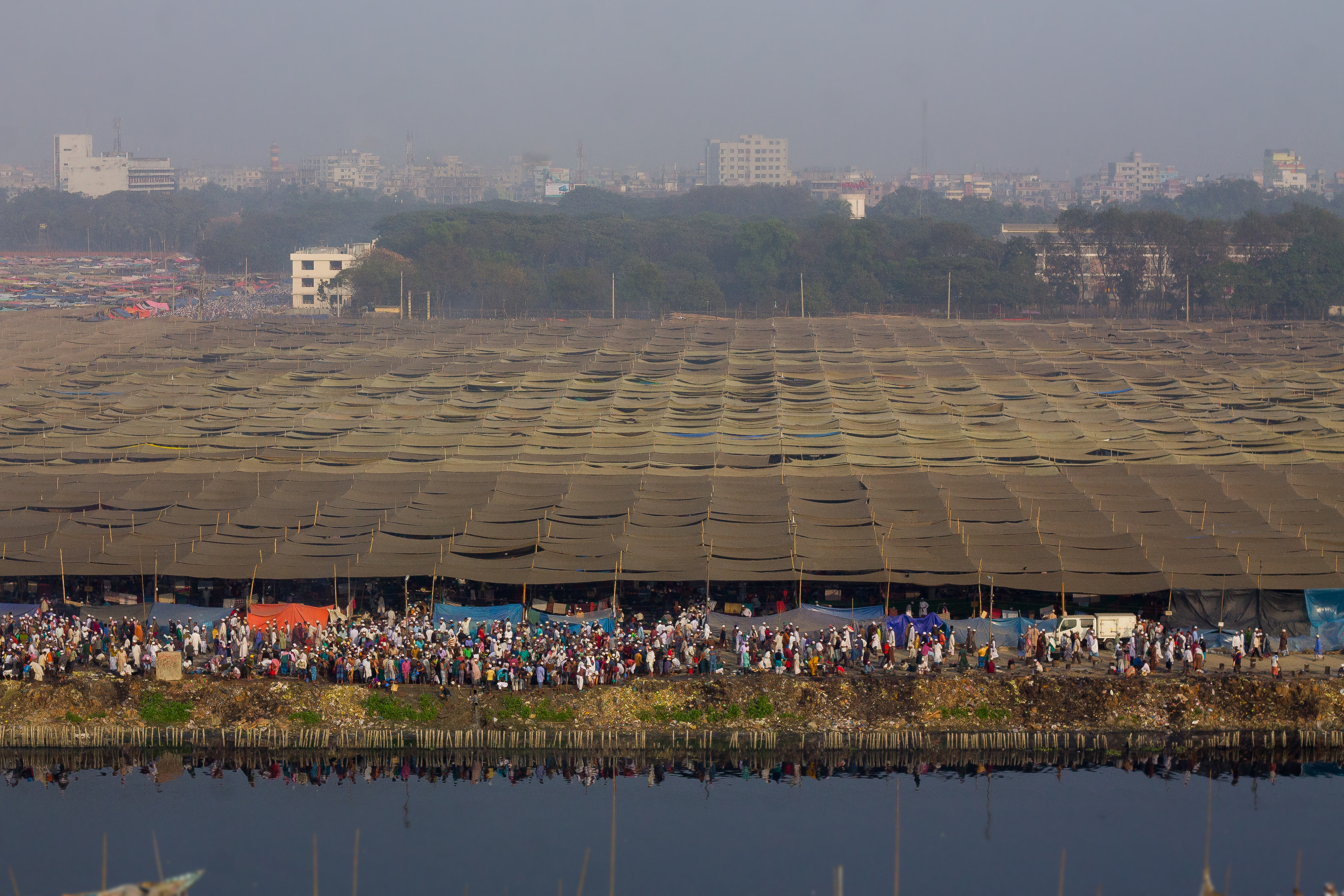
Ausgedehnte Zeltstadt bei Tongi während der Bishwa Ijtema 2014

Die Bishwa Ijtema (bengalisch বিশ্ব ইজতেমা, „Welt-Versammlung“) ist eine jährlich stattfindende religiöse Versammlung von Muslimen im Ort Tongi in Bangladesch. Gemessen an der Teilnehmerzahl ist sie nach der Haddsch die zweitgrößte Versammlung von Muslimen weltweit. Nach offizieller Zählung wurde sie im Jahr 2016 zum 51. Mal abgehalten.

## Namensgebung
Der Name ist ein bengalisch-arabischer Hybrid-Begriff aus Bishwa (bengalisch বিশ্ব), ‚Welt‘, und Ijtema (arabisch اجتماع, DMG Iǧtimāʿ), ‚Versammlung‘, ‚Kongregation‘.

## Geschichte

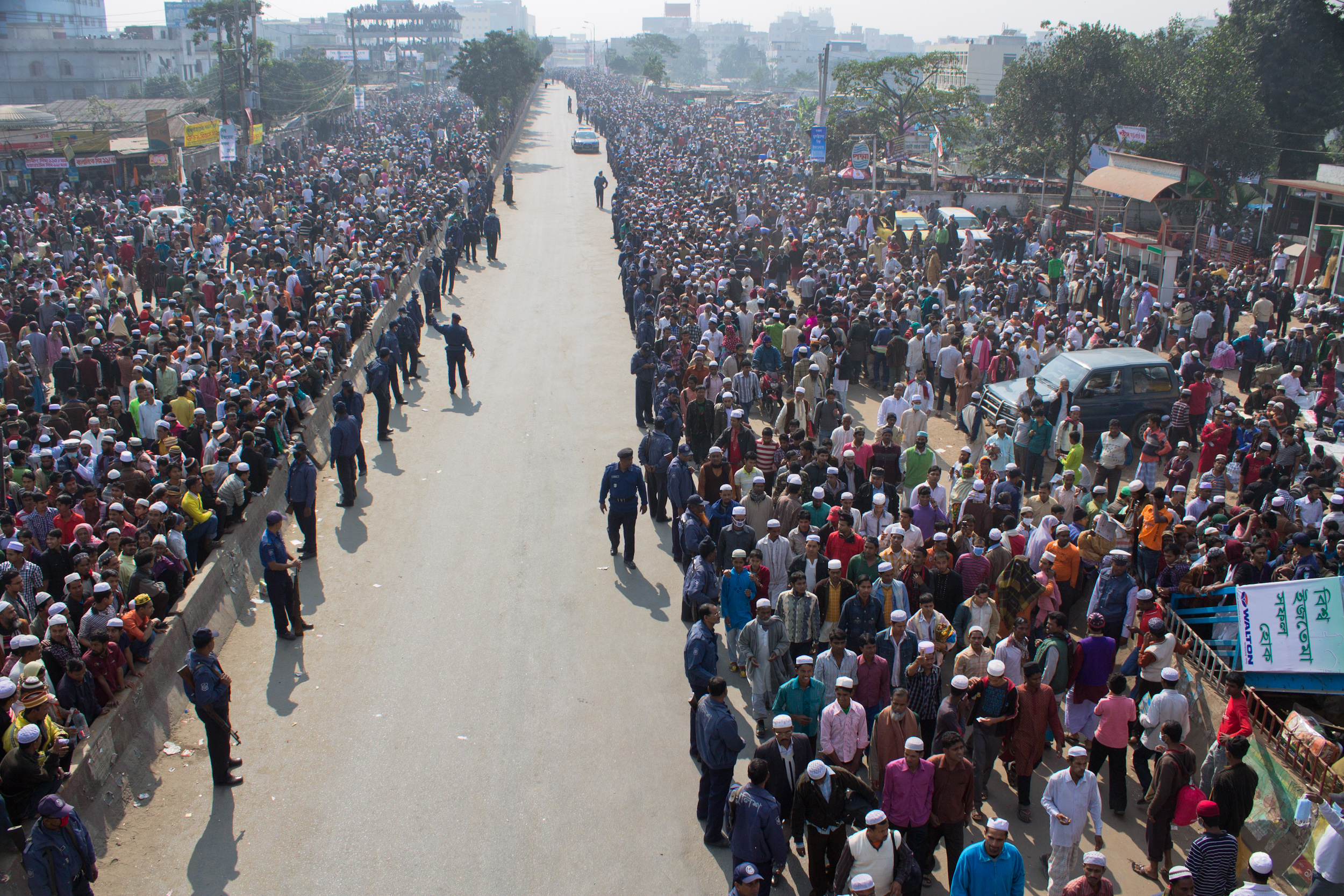
Versammlung 2012

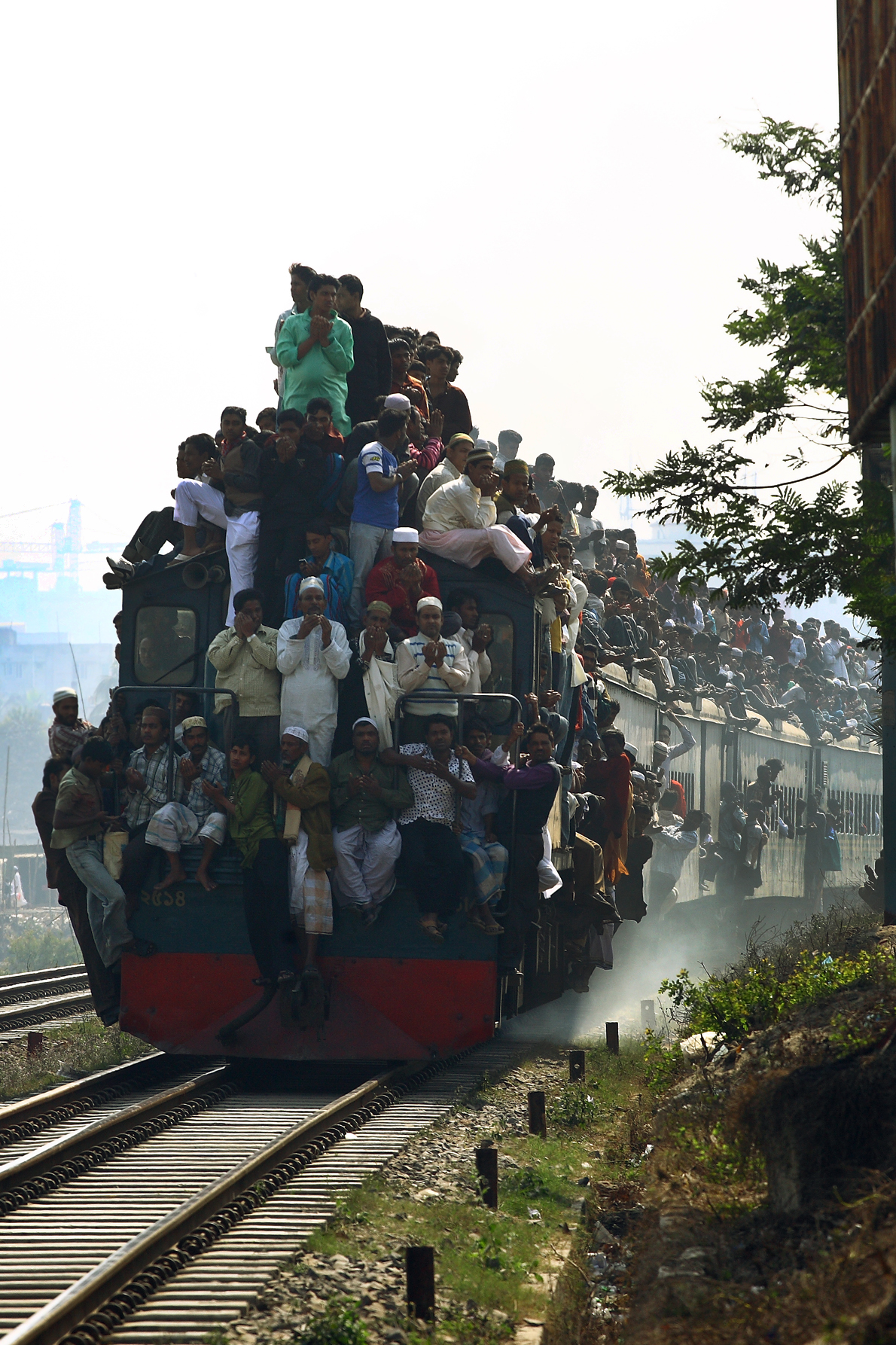
Anreise von Versammlungsteilnehmern (2010)

Im Gegensatz zur Haddsch, die zu den in den Hadithen beschriebenen „Fünf Säulen des Islam“ gehört, hat die Bishwa Ijtema keine Grundlage in den religiösen Schriften des Islam. Die Versammlung wurde erstmals in den späten 1940er oder 1950er Jahren durch den ostpakistanischen Zweig der Tablighi Jamaat, einer sunnitischen Frömmigkeitsbewegung organisiert. Ziel war es, Muslime zum gemeinsamen Gebet und religiösen Übungen und Instruktionen in einer überregionalen Versammlung zusammenzuführen. Zu den Daten und Örtlichkeiten der ersten derartigen Zusammenkünfte gibt es nur unsichere Quellen. Demnach fand die erste Bishwa Ijtema 1948 mit nur geringer Teilnehmerzahl in der Karakrail-Moschee in Dhaka statt. Später folgten Ijtemas in Dhaka (1956), Narayanganj (1958) sowie auf dem Ramna Race Course (heute Suhrawardy Udyan) in Dhaka (1960, 1962 und 1965). Im Jahr 1967 stellte die Regierung von Ostpakistan schließlich eine große Fläche nahe Tongi am Fluss Turag für die Abhaltung der Veranstaltung zur Verfügung, auf der die Versammlung seither jährlich abgehalten wird.
Die Versammlung findet traditionell an drei aufeinanderfolgenden Tagen im Januar, einige Tage vor Beginn des Ramadans statt. Traditionell sprechen hochrangige Politiker wie der Staatspräsident oder die Premierministerin einige Grußworte. Der ganz überwiegende Teil (mehr als 90 %) der Teilnehmer sind Männer, es gibt jedoch auch eine Minderheit von teilnehmenden Frauen. Jedes Jahr wurden in den letzten Jahren etwa 2–5 Millionen Besucher gezählt. Die große Masse der Besucher kommt aus Bangladesch. Die Bishwa Ijtema in Tongi ist daher auch als die „Haddsch des armes Mannes“ (der sich die Pilgerfahrt nach Mekka nicht leisten kann) bezeichnet worden. Zum Teil kommen Pilger auch aus anderen islamischen Ländern. Während der Versammlung finden religiöse Übungen, Predigten und gemeinsame Gebete statt. Die Predigten werden in verschiedenen Sprachen gehalten (Bengalisch, Urdu, Arabisch). Seit islamistische Gruppierungen wie die Jamaat-ul-Mujahideen seit der Jahrtausendwende wiederholt Bombenanschläge auf staatliche Einrichtungen verübt haben, sind die Sicherheitsmaßnahmen und die vor Ort befindlichen Polizeikräfte verstärkt worden. Bisher (2017) ist die Veranstaltung immer friedlich abgelaufen.
Aus Sorge vor zu großer Überfüllung wurde die Veranstaltung bereits seit einigen Jahren auf zwei Januar-Termine zu je drei Tagen aufgeteilt. An welchem der beiden Termine die Besucher Zutritt erhielten, hing davon ab, in welchem der 65 Distrikte von Bangladesch sie wohnhaft waren. Im Jahr 2016 wurde die Veranstaltung sogar auf vier 3-Tages-Termine und zwei Jahre aufgeteilt: vom 8.–10. Januar und 15.–17. Januar 2016 und vom 13.–15. Januar und 20.–22. Januar 2017. Auch hier war das Besuchsrecht an den Wohndistrikt geknüpft. Für Besucher aus dem Ausland bestanden keine Beschränkungen.